# Malta International Airport
Malta International Airport (IATA: MLA, ICAO: LMML) er den eneste lufthavn på øen Malta. Den er beliggende fem kilometer vest for Valletta og én km fra centrum af Luqa.
Om sommeren ankommer der en stor mængde charterfly med turister. Air Malta har hub og hovedkontor i lufthavnen, og det irske lavprisflyselskab Ryanair har siden maj 2010 haft fly udstationeret på Malta. I maj 2012 udvidede selskabet med ekstra ruter og placerede ét ekstra fly. I 2012 betjente lufthavnen 3.649.938 passagerer og havde cirka 30.000 start- og landinger.

## Historie
Den britiske regering besluttede i 1956, at der skulle opføres en ny lufthavn ved Luqa. De finansierede en stor del af projektet, og lufthavnen åbnede den 31. marts 1958. Lufthavnsterminalen indeholdt restaurant, postkontor, et par kontorlokaler samt en udsigtsbalkon.
I oktober 1977 indviede man en ny og længere landingsbane, samt en ny ankomsthal for passagerer og VIPs. I 1987 blev der givet tilladelse til at opføre en ny terminal som erstatning for den efterhånden 35 år gamle. Den første sten til det nye lufthavnsbyggeri blev lagt i september 1989, og 29 måneder senere, i februar 1992, stod byggeriet færdigt. 25. marts samme år blev den nye terminal officielt indviet, og den gamle lukket ned.